# FM COCOLO
FM COCOLO（エフエムココロ）は、1995年10月16日に開局したFM放送（超短波放送）の放送局であり、FMラジオ局としては全国で46番目、大阪で3番目の開局であり、日本初の外国語放送局である。
開設当初は関西インターメディア株式会社（かんさいインターメディア、Kansai Intermedia Co., Ltd.、大阪府大阪市住之江区）が特定地上基幹放送事業者として放送を行っていたが、2012年4月1日からは同じ大阪市内の特定地上基幹放送事業者FM802が同社の免許を引き継いで放送している。コールサインはJOAW-FM（大阪 76.5MHz / 10kW）。
本項では、関西インターメディア時代についても記す。

## 放送局概要

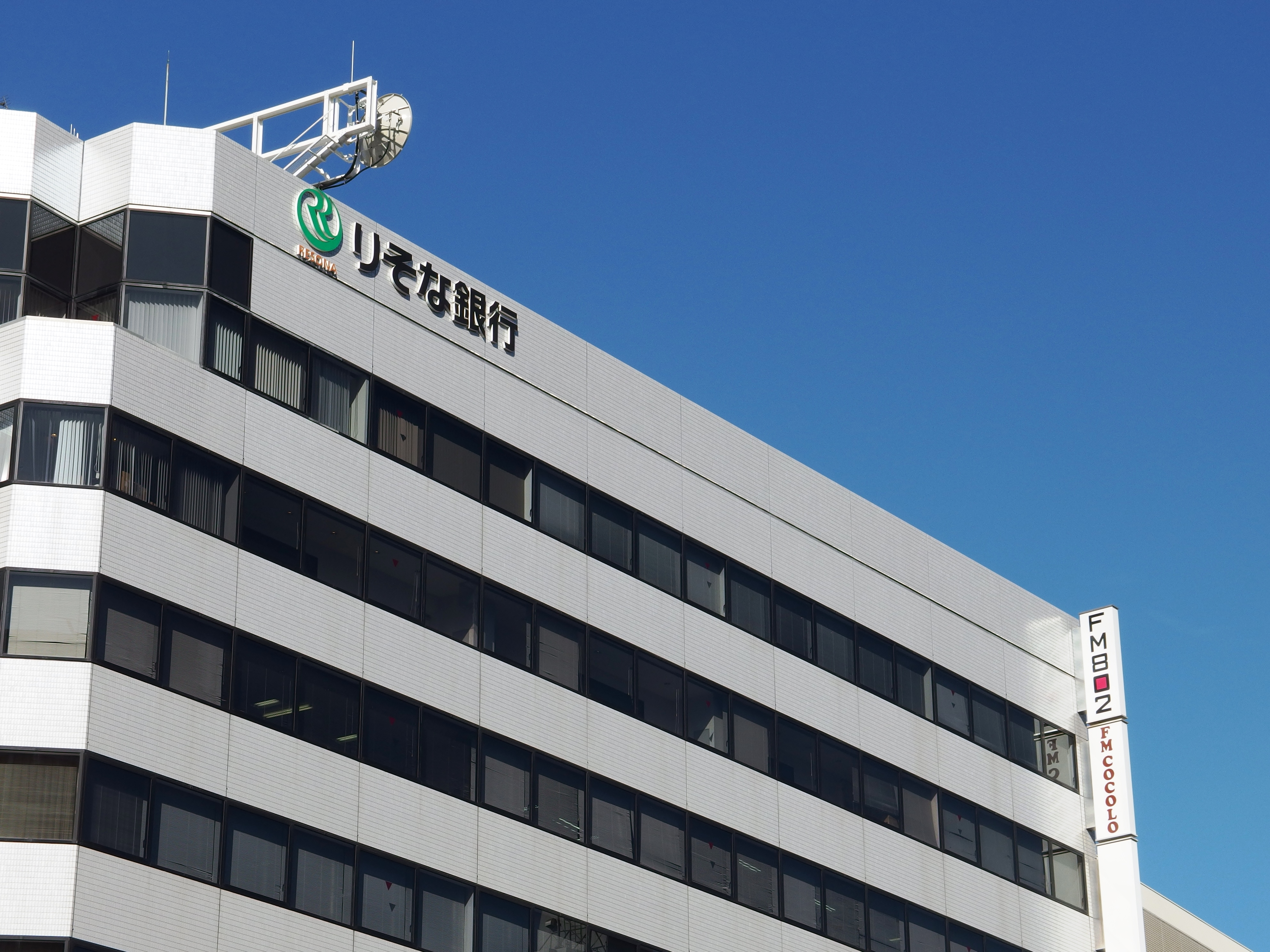
上層階

1995年1月17日に発生した阪神・淡路大震災の際にとりわけ英語圏以外の外国人への情報提供メディアが乏しい現状が浮き彫りとなり、外国語放送局の設立が早急に進められた。このことは放送事業を管轄する郵政省（現在の総務省）も積極的で、1995年までに大阪と東京で外国語放送局用の周波数割り当てと免許交付を行った。
大阪では、主要株主となる関西電力など企業連合が関西インターメディアを設立し、開局に至った。WTCビル3階にスタジオがあった。
2008年1月には同社初のラジオカー（トヨタ・イプサム）1台が導入された。
現在の局名になっているCOCOLOは、『COMMUNICATION』（通信）・『COOPERATION』（協力）・ 『LOVE』（愛）の各単語の頭2文字を組み合わせた合成語で、発音どおり「心」をイメージしている。

### 1局2波体制への移行
2010年4月、番組制作をFM802の関連会社に委託を開始した。これに伴う改編で、外国人向け放送と自治体提供番組、『Han-Style』・『World Jazz Warehouse』を除く全ての番組が終了した。同時に、FM802のDJ（過去も含む）によるレギュラー番組が多数開始した。802メディアワークスが制作を担当する番組はFM COCOLOの放送枠全体の85%にも及んでおり、実質的にFM802の第2放送、いわゆる「1局2波体制」になっていた。
2012年4月1日、放送事業の全てが、関西インターメディアからFM802に譲渡された。前年3月に放送法(マスメディア集中排除原則)が改正されてから初めての「1局2波」運営となる。これを受けて、旧運営会社の関西インターメディアは事業譲渡後に清算された。
1局2波体制に移行する際に、ブランドイメージを刷新。『WHOLE EARTH STATION』（2025年4月の大幅改編からは『Lifetime Music Station』）をキャッチフレーズに、40代から60代のリスナーをターゲットにした番組編成を行い、FM802との差別化を図っている。
1局2波体制に移行してからは、FM802で長らく活動したDJがFM COCOLOに移籍する例もある。また、『SUPER J-HITS RADIO』のように、番組ごと移籍する例もある。
2025年4月1日、『FM802 ＆ FM COCOLO DUAL MUSIC PROGRAM』が開始した。FM802と同じ番組をサイマル放送するもので、既にFM802で放送されている番組のほか、これに合わせてスタートした新番組も対象となる。これに伴い、FM802のDJがFM COCOLOにも出演するほか、西田新のようにFM802からFM COCOLOに移籍したDJが再びFM802に出演するようになった例もある。

### 放送史上に残る出来事
AM番組のネット
2013年10月から、ニッポン放送制作の『中島みゆきのオールナイトニッポン月イチ』のネット受けを開始した。日本において、AMラジオ局が自局およびAMの系列局向けに制作するレギュラー番組を、FM局で放送するのはまれである。
2014年3月31日から、同じくニッポン放送制作の『オールナイトニッポンGOLD』月 - 木曜分の同時ネットを開始し、後番組の『オールナイトニッポン MUSIC10』、金曜日版の『オールナイトニッポンGOLD』も引き続きネットしている。これはサービスエリアの重なるAMラジオ局・朝日放送（現：朝日放送ラジオ）が当該曜日のネットを終了させることに伴うもので、番組自体を大阪から放送する場合はFM COCOLOのスタジオを使用している。
2015年10月3日から、ニッポン放送との共同制作番組『RADIO SHANGRI-LA』を開始。全国ラジオネットワーク（NRN）向けネット番組の制作に非加盟局でありながら参加することになった。半年後からはFM COCOLO単独制作番組となり継続している。
その他にも東海ラジオ放送やラジオ沖縄が制作した番組を放送した実績がある。
MegaNet・JFL・JFNとの関わり
1999年12月に発足した、外国語放送局が形成するネットワークMegaNetに参加しており、一部ネット番組の制作も担っていた。しかしInterFM897（interfm）が2020年9月から全国FM放送協議会（JFN）の特別加盟局となったことなどから、現在は主だった活動はしておらず、日本民間放送連盟のWEBサイトからもMegaNetの記述も削除されている。
2014年2月11日、JFL HOLIDAY SPECIAL『Cafe NESCAFE presents MEET AT BOOK CAFE』をネット。他地区はJFL加盟局での放送だったが、関西ではFM802ではなくFM COCOLOでの放送となった。その後もJFL特番をネットするケースもあるほか、J-WAVEとの2局ネットを行うこともある。

## 局データ
- 運営会社

### 送信所
| 親局 | 周波数  | 空中線電力 | 所在地                                                  | 備考 |
| ---- | ------- | ---------- | ------------------------------------------------------- | ---- |
| 大阪 | 76.5MHz | 10kW       | 〒630-0271 大阪府東大阪市上石切町2丁目1451番23号 生駒山 |      |

- 放送時間は月曜日から日曜日まで24時間放送（2003年4月以降）であるが月に1-2回程度月曜未明（日曜深夜）の1:00 - 5:00の間は放送を休止する（番組表ではMIDNIGHT ALLEY（放送休止日）と表示される ）。開局当初は6:00 - 24:00、その後2002年度までは6:00 - 翌2:00の放送、2003年4月から少なくともFM802に事業譲渡するまでは月曜 2:00 - 5:30を除く24時間放送だった。但し、月曜1:00以後の番組は週によって放送休止を繰り上げたり、「中島みゆきのオールナイトニッポン月イチ」がある週は放送休止を設けない日、または、1:00 - 3:00まで休止したうえで、3:00から再開（実質月曜付繰り上げ開始）となる日もある。
- 放送対象地域は、大阪市、堺市、東大阪市、関西国際空港、兵庫県の神戸市、尼崎市、京都府の京都市、奈良県の奈良市である[注釈 9]。また和歌山県北部、徳島県東部、香川県東部、岡山県東部(備前市、美作市の一部地域)、鳥取県南東部の一部地域でも聴取が可能である。

### 2012年3月まで
- 運営会社
  - 関西インターメディア株式会社
- 本社・スタジオ

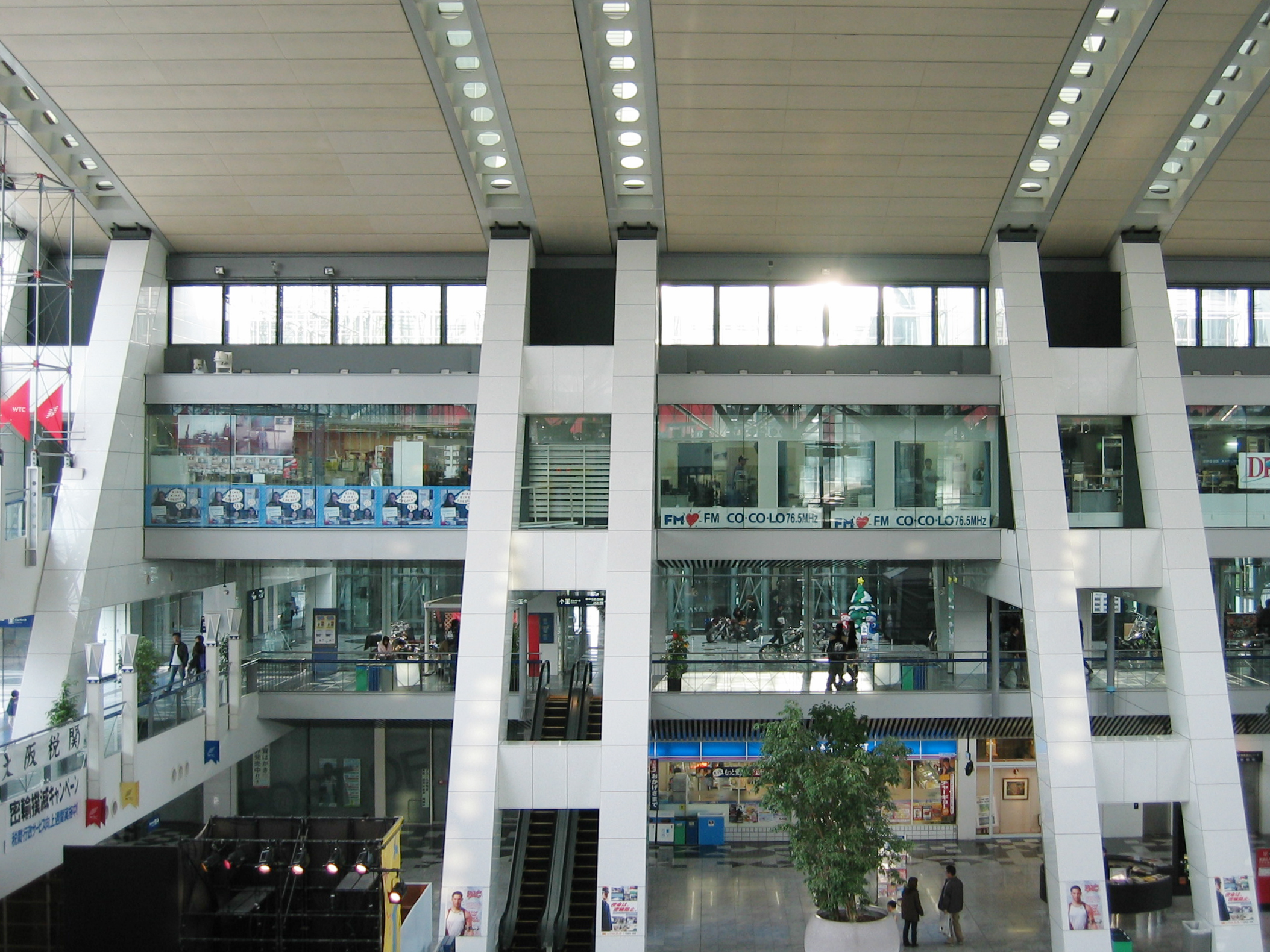
コスモタワーのアトリウム「フェスパ」に面したFM COCOLOのオフィス（3階部分）

  - 〒559-8522 大阪府大阪市住之江区南港北1丁目14番16号 コスモタワー（大阪府咲洲庁舎）3階

資本構成
2003年3月31日時点。出典：
- 資本金：4億7000万円
- 発行済株式総数：9,400株

| 株主         | 株式数 | 比率  |
| ------------ | ------ | ----- |
| 関西電力     | 600株  | 6.38% |
| 三井住友銀行 | 400株  | 4.25% |
| 大阪瓦斯     | 300株  | 3.19% |
| 松下電器産業 | 300株  | 3.19% |
| 日本電気     | 300株  | 3.19% |
| 住友電気工業 | 300株  | 3.19% |

## 沿革
- 1995年（平成7年）
  - 7月17日 - 設立
  - 10月16日 - 開局

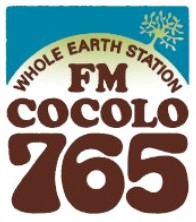
2025年3月31日まで使われたロゴ。キャッチフレーズとして「Whole Earth Station」（ホール・アース・ステーション）が含まれていた。

- 2003年（平成15年）4月 - 24時間放送開始。BBCワールドサービス（国際放送）の同時放送開始。
- 2005年（平成17年）4月 - 開局10周年
- 2007年（平成19年）10月 - 局スローガンを「LISTEN TO THE WORLD」から「LOVE TODAY, LOVE TOMORROW」へ変更。
- 2010年（平成22年）
  - 3月15日 - ほかの在阪ラジオ5局と共同でインターネットでのサイマル配信「radiko」を試験的に開始（大阪・京都・兵庫・奈良の2府2県限定）。放送局記号は「CCL」。
  - 4月 - FM802メディアワークスへの制作委託開始。当該項参照。
  - 12月 - radikoの本配信が開始され、対象エリアも近畿2府4県に拡大された。
- 2012年（平成24年）4月1日 - 放送事業を関西インターメディアからFM802に譲渡。
- 2022年（令和4年）3月9日 - 『Wonder Garden』放送中の13時50分頃、放送が無音になり、radikoもフィラー音源に切り替わった。FM802でも同様の事態になり、その後15時から順次復旧した[13]。
- 2025年（令和7年）4月 - 局スローガンを「Lifetime Music Station」へ再変更。週末午後・夜の一部の番組を除き番組編成を一新する。また、同一番組をFM802と同時放送する『FM802 & FM COCOLO DUAL MUSIC PROGRAM』を一部番組に導入[8]。

## 番組

### タイムテーブル
| 時             | Monday | Tuesday | Wednesday                                                                                                  | Thursday                                                                                                   | Friday                                               | Saturday                                          | Sunday                                       | 時 |
| -------------- | --- | --- | --- | --- | ---------------------------------------------------- | ------------------------------------------------- | -------------------------------------------- | -- |
| 5              | 5:00 DAYBREAK 月・火=飯室大吾、水・木・金=西田新                                                           | 5:00 DAYBREAK 月・火=飯室大吾、水・木・金=西田新                                                           | 5:00 DAYBREAK 月・火=飯室大吾、水・木・金=西田新                                                           | 5:00 DAYBREAK 月・火=飯室大吾、水・木・金=西田新                                                           | 5:00 DAYBREAK 月・火=飯室大吾、水・木・金=西田新     | 5:00 WEEKEND PLUS 田中麻希                        | 5:00 WEEKEND PLUS 田中麻希                   | 5  |
| 6              | 5:00 DAYBREAK 月・火=飯室大吾、水・木・金=西田新                                                           | 5:00 DAYBREAK 月・火=飯室大吾、水・木・金=西田新                                                           | 5:00 DAYBREAK 月・火=飯室大吾、水・木・金=西田新                                                           | 5:00 DAYBREAK 月・火=飯室大吾、水・木・金=西田新                                                           | 5:00 DAYBREAK 月・火=飯室大吾、水・木・金=西田新     | 5:00 WEEKEND PLUS 田中麻希                        | 5:00 WEEKEND PLUS 田中麻希                   | 6  |
| 7              | 7:00 GOOD MO-NII 仁井聡子                                                                                  | 7:00 GOOD MO-NII 仁井聡子                                                                                  | 7:00 GOOD MO-NII 仁井聡子                                                                                  | 7:00 GOOD MO-NII 仁井聡子                                                                                  | 7:00 M's Groove Friday meme                          | 7:00 Hitsville 765 尾上さとこ                     | 7:00 Wonder Garden 池田なみ子                | 7  |
| 8              | 7:00 GOOD MO-NII 仁井聡子                                                                                  | 7:00 GOOD MO-NII 仁井聡子                                                                                  | 7:00 GOOD MO-NII 仁井聡子                                                                                  | 7:00 GOOD MO-NII 仁井聡子                                                                                  | 7:00 M's Groove Friday meme                          | 7:00 Hitsville 765 尾上さとこ                     | 7:00 Wonder Garden 池田なみ子                | 8  |
| 9              | 7:00 GOOD MO-NII 仁井聡子                                                                                  | 7:00 GOOD MO-NII 仁井聡子                                                                                  | 7:00 GOOD MO-NII 仁井聡子                                                                                  | 7:00 GOOD MO-NII 仁井聡子                                                                                  | 7:00 M's Groove Friday meme                          | 7:00 Hitsville 765 尾上さとこ                     | 7:00 Wonder Garden 池田なみ子                | 9  |
| 10             | 7:00 GOOD MO-NII 仁井聡子                                                                                  | 7:00 GOOD MO-NII 仁井聡子                                                                                  | 7:00 GOOD MO-NII 仁井聡子                                                                                  | 7:00 GOOD MO-NII 仁井聡子                                                                                  | 7:00 M's Groove Friday meme                          | 7:00 Hitsville 765 尾上さとこ                     | 7:00 Wonder Garden 池田なみ子                | 10 |
| 11             | 11:00 CIAO 765 野村雅夫                                                                                    | 11:00 CIAO 765 野村雅夫                                                                                    | 11:00 CIAO 765 野村雅夫                                                                                    | 11:00 CIAO 765 野村雅夫                                                                                    | 11:00 MAG:NET FRIDAY 加美幸伸                        | 11:00 MOVE ON SATURDAY 光永亮太                   | 11:00 MAG:NET SUNDAY 加美幸伸                | 11 |
| 12             | 11:00 CIAO 765 野村雅夫                                                                                    | 11:00 CIAO 765 野村雅夫                                                                                    | 11:00 CIAO 765 野村雅夫                                                                                    | 11:00 CIAO 765 野村雅夫                                                                                    | 11:00 MAG:NET FRIDAY 加美幸伸                        | 11:00 MOVE ON SATURDAY 光永亮太                   | 11:00 MAG:NET SUNDAY 加美幸伸                | 12 |
| 13             | 11:00 CIAO 765 野村雅夫                                                                                    | 11:00 CIAO 765 野村雅夫                                                                                    | 11:00 CIAO 765 野村雅夫                                                                                    | 11:00 CIAO 765 野村雅夫                                                                                    | 11:00 MAG:NET FRIDAY 加美幸伸                        | 11:00 MOVE ON SATURDAY 光永亮太                   | 13:00 Got You OSAKA トータス松本             | 13 |
| 14             | 11:00 CIAO 765 野村雅夫                                                                                    | 11:00 CIAO 765 野村雅夫                                                                                    | 11:00 CIAO 765 野村雅夫                                                                                    | 11:00 CIAO 765 野村雅夫                                                                                    | 11:00 MAG:NET FRIDAY 加美幸伸                        | 11:00 MOVE ON SATURDAY 光永亮太                   | 13:00 Got You OSAKA トータス松本             | 14 |
| 15             | 15:00 MARK'E MUSIC MODE マーキー                                                                           | 15:00 MARK'E MUSIC MODE マーキー                                                                           | 15:00 MARK'E MUSIC MODE マーキー                                                                           | 15:00 MARK'E MUSIC MODE マーキー                                                                           | 11:00 MAG:NET FRIDAY 加美幸伸                        | 11:00 MOVE ON SATURDAY 光永亮太                   | 15:00 Sunday Music Passage 山添まり          | 15 |
| 16             | 15:00 MARK'E MUSIC MODE マーキー                                                                           | 15:00 MARK'E MUSIC MODE マーキー                                                                           | 15:00 MARK'E MUSIC MODE マーキー                                                                           | 15:00 MARK'E MUSIC MODE マーキー                                                                           | 16:00 FRIDAY SOUND JUNCTION 光永亮太                 |                                                   | 15:00 Sunday Music Passage 山添まり          | 16 |
| 16             | 15:00 MARK'E MUSIC MODE マーキー                                                                           | 15:00 MARK'E MUSIC MODE マーキー                                                                           | 15:00 MARK'E MUSIC MODE マーキー                                                                           | 15:00 MARK'E MUSIC MODE マーキー                                                                           | 16:00 FRIDAY SOUND JUNCTION 光永亮太                 | 16:30 meiji FUTURE IS OURS 長谷川ミラ             | 15:00 Sunday Music Passage 山添まり          | 16 |
| 17             | 15:00 MARK'E MUSIC MODE マーキー                                                                           | 15:00 MARK'E MUSIC MODE マーキー                                                                           | 15:00 MARK'E MUSIC MODE マーキー                                                                           | 15:00 MARK'E MUSIC MODE マーキー                                                                           | 16:00 FRIDAY SOUND JUNCTION 光永亮太                 | 17:00 ROMAN LIFE Heartstrings K                   | 15:00 Sunday Music Passage 山添まり          | 17 |
| 18             | 18:00 J-POP LEGEND CAFE 田家秀樹                                                                           | 18:00 おとといラジオ 森田恭子                                                                              | 18:00 NIGHT AND DAY 南佳孝                                                                                 | 18:00 グレープのもう魔酔わない! グレープ                                                                   | 18:00 RADIO ANTHEMS 深町絵里                         | 18:00 Wabi-Sabi レディオ・ショー 根本要、馬場俊英 | 18:00 YOHITO'S MUSICHRONICLE 寺岡呼人        | 18 |
| 19             | 19:00 COCOLO Earth Colors                                                                                  | 19:00 COCOLO Earth Colors                                                                                  | 19:00 COCOLO Earth Colors                                                                                  | 19:00 COCOLO Earth Colors                                                                                  | 18:00 RADIO ANTHEMS 深町絵里                         | 19:00 槇原敬之・Sweet Inspiration 槇原敬之        | 19:00 SUPER J-HITS RADIO 加藤美樹            | 19 |
| 19             | -KOREAN- ユニ、hotkun                                                                                      | -CHINESE- 李佳、高健                                                                                       | -ENGLISH- クリス                                                                                           | -SPANISH- ロクサナ、エリック                                                                               | 18:00 RADIO ANTHEMS 深町絵里                         | 19:00 槇原敬之・Sweet Inspiration 槇原敬之        | 19:00 SUPER J-HITS RADIO 加藤美樹            | 19 |
| 20             | 20:00 FROM OVERSEAS                                                                                        | 20:00 FROM OVERSEAS                                                                                        | 20:00 FROM OVERSEAS                                                                                        | 20:00 FROM OVERSEAS                                                                                        | 20:00 Billboard PREMIUM Plus 八木早希                | 20:00 Groove-Method                               | 19:00 SUPER J-HITS RADIO 加藤美樹            | 20 |
| 20             | -SRI LANKA- -INDIA- シリナンダ、サンディア・マキシ、サニー・フランシス                                     | -INDONESIA- -MALAYSIA- アヌン、ラーマン                                                                    | -THAILAND- -VIETNAM- 松尾カニタ、タオ・チャン、トゥ                                                        | -PHILIPPINES- -BRAZIL- シンディ、ミナ、モニカ、ロジェリオ                                                  | 20:00 Billboard PREMIUM Plus 八木早希                | 20:00 Groove-Method                               | 19:00 SUPER J-HITS RADIO 加藤美樹            | 20 |
| 21             | 21:00 Radio beyond Borders                                                                                 | 21:00 Radio beyond Borders                                                                                 | 21:00 Radio beyond Borders                                                                                 | 21:00 Radio beyond Borders                                                                                 | 21:00 演劇宣言 The Show Begins! 野上祥子、池田なみ子 | 21:00 765 SQUARE                                  | 21:00 The Majestic Sunday Night ちわきまゆみ | 21 |
| 22             | 22:00 オールナイトニッポン MUSIC10 月＝森山良子 火＝鈴木杏樹 水＝名取裕子、森高千里、岸谷香 木＝渡辺満里奈 | 22:00 オールナイトニッポン MUSIC10 月＝森山良子 火＝鈴木杏樹 水＝名取裕子、森高千里、岸谷香 木＝渡辺満里奈 | 22:00 オールナイトニッポン MUSIC10 月＝森山良子 火＝鈴木杏樹 水＝名取裕子、森高千里、岸谷香 木＝渡辺満里奈 | 22:00 オールナイトニッポン MUSIC10 月＝森山良子 火＝鈴木杏樹 水＝名取裕子、森高千里、岸谷香 木＝渡辺満里奈 | 22:00 オールナイトニッポンGOLD                       | 22:00 THE MUSIC OF NOTE （1か月毎DJ）             | 22:00 RADIO SHANGRI-LA 立川直樹、杉山恒太郎  | 22 |
| 23             | 22:00 オールナイトニッポン MUSIC10 月＝森山良子 火＝鈴木杏樹 水＝名取裕子、森高千里、岸谷香 木＝渡辺満里奈 | 22:00 オールナイトニッポン MUSIC10 月＝森山良子 火＝鈴木杏樹 水＝名取裕子、森高千里、岸谷香 木＝渡辺満里奈 | 22:00 オールナイトニッポン MUSIC10 月＝森山良子 火＝鈴木杏樹 水＝名取裕子、森高千里、岸谷香 木＝渡辺満里奈 | 22:00 オールナイトニッポン MUSIC10 月＝森山良子 火＝鈴木杏樹 水＝名取裕子、森高千里、岸谷香 木＝渡辺満里奈 | 22:00 オールナイトニッポンGOLD                       | 23:00 My Life, 10 Stories 中西健夫、ちわきまゆみ  | 23:00 World Jazz Warehouse クリス            | 23 |
| 0              | 0:00 MIDNIGHT ALLEY                                                                                        | 0:00 MIDNIGHT ALLEY                                                                                        | 0:00 MIDNIGHT ALLEY                                                                                        | 0:00 MIDNIGHT ALLEY                                                                                        | 0:00 ROCK ON 伊藤政則                                | 0:00 物見遊山 門上武司                            | 0:00 KAMASAMI KONG SHOW カマサミ・コング     | 0  |
| 0              | 0:00 MIDNIGHT ALLEY                                                                                        | 0:00 MIDNIGHT ALLEY                                                                                        | 0:00 MIDNIGHT ALLEY                                                                                        | 0:00 MIDNIGHT ALLEY                                                                                        | 0:00 ROCK ON 伊藤政則                                | 0:30 宮沢和史の琉球ソングブック 宮沢和史          | 0:00 KAMASAMI KONG SHOW カマサミ・コング     | 0  |
| 1              | 0:00 MIDNIGHT ALLEY                                                                                        | 0:00 MIDNIGHT ALLEY                                                                                        | 0:00 MIDNIGHT ALLEY                                                                                        | 0:00 MIDNIGHT ALLEY                                                                                        | 0:00 ROCK ON 伊藤政則                                | 1:00 WEEKEND ALLEY                                | 1:00 WEEKEND ALLEY                           | 1  |
| 2              | 0:00 MIDNIGHT ALLEY                                                                                        | 0:00 MIDNIGHT ALLEY                                                                                        | 0:00 MIDNIGHT ALLEY                                                                                        | 0:00 MIDNIGHT ALLEY                                                                                        | 0:00 ROCK ON 伊藤政則                                | 1:00 WEEKEND ALLEY                                | 1:00 WEEKEND ALLEY                           | 2  |
| 3              | 0:00 MIDNIGHT ALLEY                                                                                        | 0:00 MIDNIGHT ALLEY                                                                                        | 0:00 MIDNIGHT ALLEY                                                                                        | 0:00 MIDNIGHT ALLEY                                                                                        | 3:00 WEEKEND ALLEY                                   | 1:00 WEEKEND ALLEY                                | 1:00 WEEKEND ALLEY                           | 3  |
| 4              | 0:00 MIDNIGHT ALLEY                                                                                        | 0:00 MIDNIGHT ALLEY                                                                                        | 0:00 MIDNIGHT ALLEY                                                                                        | 0:00 MIDNIGHT ALLEY                                                                                        | 3:00 WEEKEND ALLEY                                   | 1:00 WEEKEND ALLEY                                | 1:00 WEEKEND ALLEY                           | 4  |
| 1. 2. 3. 4. 5. | | | | |                                                      |                                                   |                                              |    |

### 外国人向け放送
開局以来、アジア・太平洋地域の言語での放送を行っている。外国人向け番組の中では日本語と母国語を織り交ぜた放送や母国語のみ、または日本語のみで放送する番組もある。
放送時間は平日・30分の帯番組を15言語分放送する形をとったが、週1回・2時間の放送に改められた。2003年に午後8時以降に集約されたが、2004年から放送時間が縮小傾向にある。2025年4月現在、『COCOLO Earth Colors』（月 - 金19:00 - 20:00）として「KOREAN edition（月）」「CHINESE edition（火）」「ENGLISH edition（水）」「SPANISH edition（木）」「PORTUGUESE edition（金）」の曜日別に韓国語・中国語・英語・スペイン語・ポルトガル語の5言語と日本語を織り交ぜた放送と『FROM OVERSEAS』（月 - 木20:00 - 21:00）として「SRI LANKA（隔週月）」「INDIA（隔週月）「INDONESIA（隔週火）」「MALAYSIA（隔週火）」「THAILAND（隔週水）」「VIETNAM（隔週水）」「PHILIPPINES（隔週木）」「BRAZIL（隔週木）」の曜日別に7カ国のアジア地域の言語での放送が行われている。『FROM OVERSEAS』『詩境遊人』は放送日翌日からポッドキャストにて楽曲を除いた内容で約4週間パソコンでの聴取・ダウンロードができる。

### 自治体提供番組
LGI（Local Government Information、地方自治体情報）と呼び、PSAと同じである。放送エリアにある2府4県と4つの政令指定都市が提供する広報番組を放送している。週末の放送が主であったが、平日に「Kansai Scope」として再編成。2009年4月から「COCOLO Earth Colors」内にて（月）韓国語（火）中国語（水）英語（木）スペイン語（金）ポルトガル語にて放送されている。また、2010年4月より、「COCOLO Earth Colors」が1時間番組になったため、平日（月～木）のワイド番組「AMUSIC MORNING 765」、「PACIFIC OASIS」、「AFTERNOON DELIGHT」、「MARK'E MUSIC MODE」の各番組内でも各自治体の情報を提供している。
2005年4月に平日夜に移行、奈良県と滋賀県が提供から外れた。また、大阪府も広報関係予算削減の影響で提供を取りやめている。2010年5月より兵庫県・京都府・京都市のLGIがポッドキャストにてパソコンでの聴取・ダウンロードが可能になった。(updateは放送日の翌日以降で、パソコンでの聴取・ダウンロードができる期間はupdateから約4週間)
| 自治体 | 日本語          | 英語            | 中国語          | 韓国語          | ポルトガル語    | スペイン語      | ベトナム語     |
| ------ | --------------- | --------------- | --------------- | --------------- | --------------- | --------------- | -------------- |
| 大阪府 | 無              | 無              | 無              | 無              | 無              | 無              | 無             |
| 大阪市 | 無              | 無              | 無              | 無              | 無              | 無              | 無             |
| 堺市   | 第2・4月曜19:15 | 第2・4水曜20:40 | 第2・4火曜20:40 | 第2・4月曜20:40 | 第2・4金曜20:40 | 第2・4木曜20:40 | 第2・4金曜5:28 |
| 兵庫県 | 無              | 無              | 無              | 無              | 無              | 無              | 無             |
| 神戸市 | 無              | 第1・3水曜20:40 | 第1・3火曜20:40 | 第1・3月曜20:40 | 無              | 第1・3木曜20:40 | 無             |
| 京都府 | 無              | 無              | 無              | 無              | 無              | 無              | 無             |
| 京都市 | 無              | 月曜16:15       | 木曜16:15       | 無              | 無              | 無              | 無             |

### 国際交流・日本語学習
意欲的なのが国際交流に関する番組。加美幸伸らが出演する。長寿番組は少ないが、2010年4月現在も『ON THE MOVE』・『WEEKEND PASSPORT』の2番組がワイド番組のコーナーとして放送されている。
一方で、英語と中国語で日本語講座番組を放送、外国人の日本語学習に役に立とうと企画された。
2007年7月から2008年12月まで日曜日 22:00 - 22:55にJFL系列局であるJ-WAVE製作の「L'AIR DE PARIS」が同時ネットで放送されていた。MegaNet系列局ネットワーク番組に関しては、2007年4月改編にて日曜21:00～23:00のInterFM897からのMegaNet系列局同時ネット番組、2010年4月改編にて「WIKIWIKI HAWAII ～ON THE TRADE WIND～」の放送がそれぞれ打ち切りになったため、長年MegaNet系列局ながらMegaNet系列局ネットワーク番組が存在しなかった。だが、2014年4月～2017年9月まではInterFM897制作の「NO-FO-FON TIME」を時差ネット、2016年10月～2017年3月まで「RADIO EUTOPIA」がInterFM897とRadio NEOで同時ネットされるなど一部的にネットワーク番組が復活している。また、2017年10月からは同じくInterFM897制作の「BEAMS TOKYO CULTURE STORY」の時差ネットを行っている。

### 過去の番組
WEEKDAY
- Kansai Today 765（ - 2010年3月30日、7:00 - 10:00）
- AMUSIC MORNING 765（2010年4月5日 - 2013年3月28日、7:00 - 10:00）
- HIRO T'S AMUSIC MORNING（2013年4月1日 - 2019年9月30日）
- Tea & Biscuits（ - 2010年3月30日、10:00 - 13:00）
- PACIFIC OASIS（2010年4月5日 - 2021年3月31日、10:00 - 13:00→11:00 - 14:00）
- BAYSIDE WINDS（ - 2010年3月30日、13:00 - 16:00）
- AFTERNOON DELIGHT（2010年4月5日 - 2021年3月31日、13:00 - 17:00→14:00 - 17:00）
- Radio City（ - 2010年3月30日、16:00 - 19:00）

FRIDAY
- FRIDAY MUSIC WOW!（ - 2010年3月26日、10:00 - 16:00）

## Information
FM COCOLOで放送されている生活情報のコーナー。番組の合間に入れられる。
担当アナウンサーは『FM802 INFORMATION』と同じく月曜から木曜をFM802の所属DJ、金曜から日曜をセイ・タレントプロダクション所属タレントが担当している。
Headline News『FM COCOLO HEADLINE NEWS』のサウンドロゴで開始。アナウンサーによって読まれる。2018年3月までBGMはFM802で以前用いられていたDavid Fosterの「Winter Games」を使用していた。おおむねワイド番組で1時間に1回、毎時20分ごろに放送。
Weather Information『FM COCOLO WEATHER INFORMATION』のサウンドロゴで開始。関西の天気を伝える。Headline Newsと同様、アナウンサーによって読まれる。2018年3月までBGMはStuffの「My Sweetness」（毎年12月1日から12月25日のクリスマスまではBGMは「ジングルベル」のインストバージョンに変更される）を使用していた。おおむねワイド番組で1時間に1回、『HEADLINE NEWS』の次に放送。
Traffic Information『FM COCOLO TRAFFIC INFORMATION』のサウンドロゴで開始。近畿の高速道路の状況、阪神高速道路の状況を、JARTICの担当者が伝える。2008年3月まではJARTIC提供の情報をもとにアナウンサーが伝えていた。おおむねワイド番組で1時間に1回、毎時40分ごろに放送。2018年3月までBGMはオールマン・ブラザーズ・バンドの「ジェシカ」（毎年12月1日から12月25日のクリスマスまではBGMは「Winter Wonderland」のインストバージョンに変更される）を使用していた。
Whole Earth Information『FM COCOLO WHOLE EARTH INFORMATION』のサウンドロゴで開始。2025年3月まで放送。このコーナーではさまざまな話題・情報を番組担当のDJが紹介していた。各ワイド番組に1回設けられていた。
Time Announcements時報。「At tone, the time is （時刻）」のアナウンス（男声）の後、時報が入る。また、深夜帯や一部の時間には時報音自体が流れない。
- Informationに提供がある場合、各サウンドロゴの後、｢By （企業名）｣のアナウンスが入る。
- 2018年4月からBGMが変更された。かつて2007年10月、2010年4月にBGMを変更したことがある。
  - ただし、2025年4月から開始したFM802と同時放送を行っている番組『FM802 & FM COCOLO DUAL MUSIC PROGRAM』では、異なる共通用のBGMを使用。

## 主な受賞歴
2021年に『岡林信康・復活の朝スペシャル』、2022年に『Whole Earth RADIO 松本隆×最果タヒ～作詞家と詩人の対談』、2023年に『FM　SUNDAY MARK’E 765「EIKICHI YAZAWA 50th Anniversary Special ～ My Way, Your Songs」でいずれも日本民間放送連盟賞番組部門ラジオエンターテインメント番組優秀賞を同局は3年連続受賞した。同賞は前年にも『802BINTANG GARDEN-太陽の破片』がFM802の番組として受賞したため会社としては4年連続同賞を受賞した。ラジオエンターテインメントで3年以上連続して受賞するのは近畿地方では初めてだった。
関西インターメディア時代には『Kansai Today 765』で2009年日本民間放送連盟賞番組部門ラジオ生ワイド番組優秀賞を外国語放送局では初めて同賞を受賞した。